# Quân đội Nhật Bản đồn trú tại Trung Quốc
Quân đội Đồn trú Trung Quốc (支那駐屯軍 Shina Chutongun) được thành lập vào ngày 1 tháng 6 năm 1901 với tên Quân đội Đồn trú Thanh Quốc (清国駐屯軍 Shinkoku Chutongun), là lực lượng quân sự Nhật Bản được triển khai trong quân đội Liên quân tám nước sau sự kiện Khởi nghĩa Nghĩa Hòa Đoàn. Sau khi kết thúc loạn Canh Tý và ký kết Hiệp ước Tân Sửu, Nhật Bản đã giành được quyền triển khai quân đội đồn trú trên lãnh thổ Trung Quốc.
Thời nhà Thanh, lực lượng này được gọi là Quân đội Đồn trú Thanh Quốc (清国駐屯軍 Shinkoku Chutongun). Từ ngày 14 tháng 4 năm 1912 trở đi, thời kỳ Trung Hoa Dân Quốc, tên gọi được thay đổi, lực lượng này được đổi tên thành Quân đội Đồn trú Trung Quốc. Vì trụ sở lực lượng này nằm tại Hải Quang Tự, Thiên Tân, nên phía Nhật Bản còn gọi đây là Đồn trú Thiên Tân. Quy mô quân số vào khoảng vài nghìn người, được tổ chức theo cấp tương đương lữ đoàn, và trong giai đoạn sau, các sĩ quan chỉ huy đều do Thiên hoàng bổ nhiệm.
Sau Sự kiện Lư Câu Kiều (7/7/1937), lực lượng này được mở rộng quy mô và đổi tên thành Lữ đoàn Hỗn hợp Đồn trú Trung Quốc.

## Lịch sử
Năm Quang Tự thứ 26 (1900), khi phong trào Nghĩa Hòa Đoàn ở miền Bắc Trung Quốc đe dọa tính mạng người nước ngoài, Nhật Bản ban đầu đã triển khai một lực lượng nhỏ tới tô giới Nhật tại Thiên Tân. Khi tình hình vượt ngoài tầm kiểm soát, vào tháng 6, Nhật Bản quyết định điều động một bộ phận của Sư đoàn 5 tham gia vào Liên quân tám nước. Sau khi tham chiến, phong trào Nghĩa Hòa Đoàn dần bị dập tắt. Đến tháng 10 cùng năm, Nhật Bản quyết định thành lập lực lượng Quân Đồn trú Thanh Quốc với quy mô một lữ đoàn hỗn hợp rút ra từ Sư đoàn 5, trong khi phần còn lại từ sư đoàn được rút về Nhật Bản.
Năm Quang Tự thứ 27 (1901), sau khi ký kết Hiệp ước Tân Sửu, Nhật Bản được phép đồn trú quân đội tại khu vực xung quanh kinh thành Bắc Kinh. Lực lượng này chính thức được đổi tên thành Quân Đồn trú Thanh Quốc, với nhiệm vụ bảo vệ đại sứ quán và lãnh sự quán Nhật Bản tại miền Bắc Trung Quốc. Vì có ý nghĩa chính trị đặc biệt, lực lượng này thuộc quyền chỉ huy trực tiếp từ Thiên hoàng, không chịu sự quản lý của Tổng tham mưu trưởng.
Quân đồn trú ban đầu bao gồm:
- 6 đại đội bộ binh,
- 1 đại đội pháo dã chiến,
- 1 bệnh viện quân y,
- 1 đội quân nhạc,
- 1 bộ chỉ huy tiểu đoàn phòng thủ,
- 1 trung đội kỵ binh,
- 1 trung đội công binh,
- 1 đội hiến binh.

Tổng quân số vào khoảng 2.600 người.
Năm Tuyên Thống thứ 3 (1912), sau khi Hoàng đế Phổ Nghi thoái vị và nhà Thanh sụp đổ, lực lượng này bước sang thời kỳ Trung Hoa Dân Quốc. Vào tháng 4 cùng năm (Minh Trị năm thứ 45), quân đội được đổi tên thành Quân Đồn trú Trung Quốc.
Trước Sự kiện Lư Câu Kiều (1937), quân đồn trú đóng tại các khu vực như Thiên Tân, Sơn Hải Quan, Thông Châu, Phong Đài, và Bắc Bình. Do trụ sở quân đội đặt tại doanh trại Hải Quang Tự ở Thiên Tân, lực lượng này còn được gọi là Quân Thiên Tân. Với mục tiêu tăng cường quyền kiểm soát miền Bắc Trung Quốc, Nhật Bản đã nhiều lần mở rộng quy mô lực lượng. Đến năm 1936 (Chiêu Hòa 11), lực lượng này được tổ chức lại, quy mô tăng lên gần 6.000 người, bao gồm 11 tiểu đoàn bộ binh, các đơn vị xe tăng, không quân, và các sĩ quan chỉ huy được nâng cấp lên cấp bậc tương đương tư lệnh sư đoàn.
Ngày 7/7/1937, quân đồn trú đã kích động Sự kiện Lư Câu Kiều, dẫn đến cuộc chiến tranh toàn diện giữa Nhật Bản và Trung Quốc.
Ngày 31/8/1937, do tình hình chiến sự mở rộng, Bộ Tổng tham mưu Nhật Bản giải thể Quân Đồn trú Trung Quốc, thay bằng Phương diện quân Bắc Trung Quốc, bao gồm Binh đoàn 1 và Binh đoàn 2. Lực lượng cũ của quân đồn trú được tổ chức lại thành Lữ đoàn Hỗn hợp Đồn trú Trung Quốc. Đến ngày 12/3/1938, lữ đoàn này tiếp tục được tăng cường và đổi tên thành Binh đoàn Đồn trú Trung Quốc, trước khi được tái cơ cấu thành Sư đoàn 27 vào ngày 21/6/1938.

## Kế hoạch tấn công Trung Quốc
Quân Đồn trú Trung Quốc đã từng xây dựng và thực hiện nhiều kế hoạch xâm lược nhằm kiểm soát và thống trị các khu vực tại Trung Quốc. Các kế hoạch này phản ánh tham vọng bành trướng Nhật Bản trong bối cảnh căng thẳng Trung-Nhật ngày càng leo thang. Một số kế hoạch cụ thể bao gồm:
- Đề án cương lĩnh cai trị các khu vực chiếm đóng tại Trung Quốc năm 1933. Đề án này vạch ra các chính sách nhằm kiểm soát các khu vực mà Nhật Bản chiếm đóng sau sự kiện Sơn Hải Quan và các chiến dịch khác trong cuộc chiến tại Hoa Bắc. Mục tiêu là tạo dựng một hệ thống chính quyền bù nhìn và khai thác các nguồn lực tại đây để phục vụ chiến tranh.
- Kế hoạch cai trị các khu vực chiếm đóng tại Hoa Bắc năm 1934. Kế hoạch nhấn mạnh việc củng cố quyền lực tại Hoa Bắc, thiết lập các chính quyền địa phương thân Nhật và tăng cường quân sự để kiểm soát các tỉnh phía bắc Trung Quốc, bao gồm Thiên Tân, Bắc Bình, và Sơn Tây. Đây là bước chuẩn bị quan trọng nhằm thúc đẩy ý đồ ly khai các tỉnh miền Bắc khỏi Trung Quốc.
- Kế hoạch cai trị các khu vực chiếm đóng tại Hoa Bắc năm 1936. Ban hành ngày 15/9/1936, kế hoạch này chi tiết hóa chiến lược quân sự và chính trị để tăng cường sự hiện diện của Nhật Bản tại Hoa Bắc. Nó bao gồm việc mở rộng các đơn vị quân đội, thiết lập mạng lưới kinh tế phục vụ Nhật Bản, và tạo áp lực lên chính quyền Trung Quốc để thúc đẩy sự tự trị của các tỉnh miền Bắc, qua đó làm suy yếu chính quyền trung ương của Trung Hoa Dân Quốc.

## Danh sách chỉ huy

### Tư lệnh
|    | Tên                           | Bổ nhiệm             | Miễn nhiệm           |
| -- | ----------------------------- | -------------------- | -------------------- |
| 1  | Trung tướng Hisanao Oshima    | 1 tháng 6 năm 1901   | 4 tháng 7 năm 1901   |
| 2  | Trung tướng Takesuke Yamane   | 4 tháng 7 năm 1901   | 25 tháng 10 năm 1901 |
| 3  | Đại tướng Yoshifuru Akiyama   | 25 tháng 10 năm 1901 | 2 tháng 4 năm 1903   |
| 4  | Trung tướng Taro Senba        | 2 tháng 4 năm 1903   | 25 tháng 6 năm 1905  |
| 5  | Đại tướng Mitsumoi Kamio      | 25 tháng 6 năm 1905  | 27 tháng 11 năm 1906 |
| 6  | Trung tướng Aizo Nakamura     | 27 tháng 11 năm 1906 | 21 tháng 11 năm 1908 |
| 7  | Trung tướng Teijiro Abe       | 21 tháng 11 năm 1908 | 24 tháng 4 năm 1912  |
| 8  | Trung tướng Kojiro Sato       | 24 tháng 4 năm 1912  | 8 tháng 8 năm 1914   |
| 9  | Đại tướng Takeshi Nara        | 8 tháng 8 năm 1914   | 5 tháng 7 năm 1915   |
| 10 | Trung tướng Sueharu Saito     | 5 tháng 7 năm 1915   | 2 tháng 5 năm 1916   |
| 11 | Trung tướng Masaomi Ishimitsu | 2 tháng 5 năm 1916   | 10 tháng 6 năm 1918  |
| 12 | Đại tướng Hanzo Kanaya        | 10 tháng 6 năm 1918  | 25 tháng 7 năm 1919  |
| 13 | Thiếu tướng Jirō Minami       | 25 tháng 7 năm 1919  | 20 tháng 1 năm 1921  |
| 14 | Trung tướng Ichiba Suzuki     | 20 tháng 1 năm 1921  | 6 tháng 8 năm 1923   |
| 15 | Trung tướng Kensaku Yoshioka  | 6 tháng 8 năm 1923   | 1 tháng 5 năm 1925   |
| 16 | Trung tướng Rokuichi Koizumi  | 1 tháng 5 năm 1925   | 2 tháng 3 năm 1926   |
| 17 | Trung tướng Toyoki Takada     | 2 tháng 3 năm 1926   | 26 tháng 7 năm 1927  |
| 18 | Trung tướng Kametaro Arai     | 26 tháng 7 năm 1927  | 16 tháng 3 năm 1929  |
| 19 | Đại tướng Kenkichi Ueda       | 16 tháng 3 năm 1929  | 22 tháng 12 năm 1930 |
| 20 | Trung tướng Kōhei Kashii      | 22 tháng 12 năm 1930 | 29 tháng 2 năm 1932  |
| 21 | Đại tướng Kotaro Nakamura     | 29 tháng 2 năm 1932  | 5 tháng 3 năm 1934   |
| 22 | Đại tướng Yoshijirō Umezu     | 5 tháng 3 năm 1934   | 1 tháng 8 năm 1935   |
| 23 | Đại tướng Hayao Tada          | 1 tháng 8 năm 1935   | 1 tháng 5 năm 1936   |
| 24 | Trung tướng Kanichiro Tashiro | 1 tháng 5 năm 1936   | 12 tháng 7 năm 1937  |
| 25 | Trung tướng Kiyoshi Katsuki   | 12 tháng 7 năm 1937  | 26 tháng 8 năm 1937  |

### Tham mưu trưởng
|   | Tên                            | Bổ nhiệm            | Miễn nhiệm          |
| - | ------------------------------ | ------------------- | ------------------- |
| 1 | Thiếu tướng Kenji Matsumoto    | 10 tháng 8 năm 1928 | 1 tháng 8 năm 1931  |
| 2 | Thiếu tướng Toshijiro Takeuchi | 1 tháng 8 năm 1931  | 9 tháng 1 năm 1932  |
| 3 | Thiếu tướng Monya Kikuchi      | 9 tháng 1 năm 1932  | 1 tháng 8 năm 1934  |
| 4 | Đại tướng Takashi Sakai        | 1 tháng 8 năm 1934  | 2 tháng 12 năm 1935 |
| 5 | Thiếu tướng Takenori Nagami    | 2 tháng 12 năm 1935 | 1 tháng 8 năm 1936  |
| 6 | Đại tá Gumu Hashimoto          | 1 tháng 8 năm 1936  | 26 tháng 8 năm 1937 |

### Sách
- Dorn, Frank (1974). The Sino-Japanese War, 1937–41: From Marco Polo Bridge to Pearl Harbor. MacMillan. ISBN 0-02-532200-1.
- Madej, Victor (1981). Japanese Armed Forces Order of Battle, 1937–1945. Game Publishing Company. ASIN: B000L4CYWW.